# Теория на Кенън – Бард
Теорията на Кенън – Бард е психологическа теория, развита от психолозите Уолтър Кенън и Филип Бард, които предполагат, че хората чувстват емоции първо и после действат спрямо тях. Тези действия включват промени в мускулното напрежение, потене и друго. Теорията е формулирана, следвайки представянето на теорията на Джеймс – Ланге за емоцията в края на XIX век. Последната предлага, че емоцията е резултат от реакцията на нечие възприятие или „телесни промени“.
Пример за теорията на Кенън – Бард: Виждам човек през прозореца. Уплашен съм. Започвам да се потя.

## Модел
```
--> ЕМОЦИЯ (Страх) 
```

СТИМУЛ (Мечка)<
```
--> РЕАКЦИЯ/ОТГОВОР (Бягай!)
```